# Embiotoca
Embiotoca is een geslacht van straalvinnige vissen uit de familie van brandingbaarzen (Embiotocidae). Het geslacht is voor het eerst wetenschappelijk beschreven in 1853 door L. Agassiz.

## Soorten
- Embiotoca jacksoni Agassiz, 1853
- Embiotoca lateralis Agassiz, 1854